# Liste der Naturdenkmale in Lustadt
Die Liste der Naturdenkmale in Lustadt nennt die im Gemeindegebiet von Lustadt ausgewiesenen Naturdenkmale (Stand 17. April 2013).

## Naturdenkmale
| Nr.         | Bezeichnung             | Lage                                                              | Beschreibung                   | Bild                                    |
| ----------- | ----------------------- | ----------------------------------------------------------------- | ------------------------------ | --------------------------------------- |
| ND-7334-204 | Karlseiche              | südlich des Ortes; Abteilung In der Zwick Lage                    | Quercus robur, um 1830 gekeimt | Direkt Bild zu diesem Denkmal hochladen |
| ND-7334-205 | Herrenbüschel-Eiche     | südlich des Ortes bei der Lachenmühle; Abteilung Oberer Wald Lage | Quercus robur, um 1850 gekeimt | Direkt Bild zu diesem Denkmal hochladen |
| ND-7334-224 | Orchideenwiese im Bruch | nördlich des Ortes; Flur Im Bruch Lage                            | flächenhaftes Naturdenkmal     | Direkt Bild zu diesem Denkmal hochladen |

## Ehemalige Naturdenkmale
| Nr.         | Bezeichnung                        | Lage               | Beschreibung                                                         | Bild            |
| ----------- | ---------------------------------- | ------------------ | -------------------------------------------------------------------- | --------------- |
| ND-7334-223 | Rosskastanien beim Bahnhof Lustadt | Bahnhofstraße Lage | Aesculus hippocastanum, vier Bäume; Rechtsverordnung 2011 aufgehoben | Fotos hochladen |